# مفاعل كيميائي

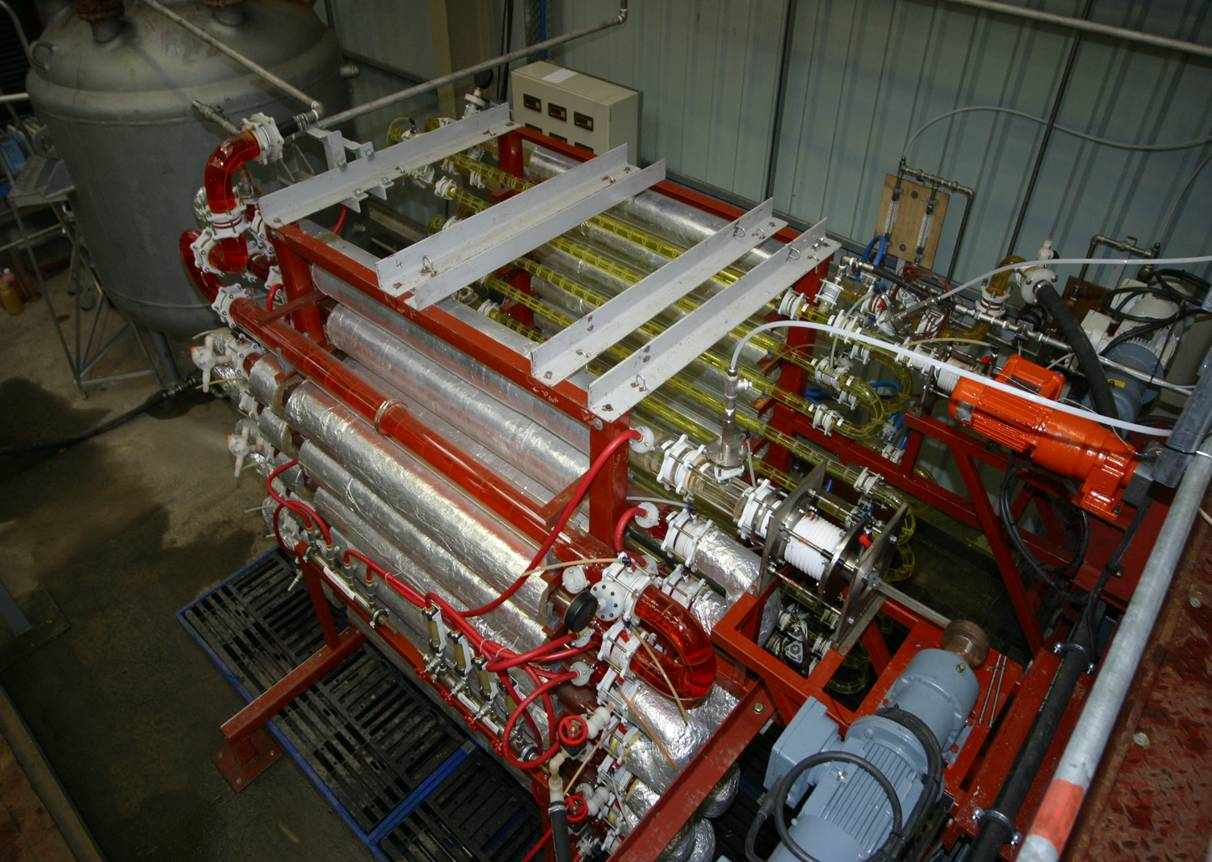
مفاعل تجرى فيه عملية اصطناع.

في الهندسة الكيميائية، تعتبر المفاعلات الكيميائية حاويات صممت خصيصاً لاحتواء التفاعلات الكيميائية. هناك العديد من الأمور المتعلقة بتصميم مفاعل كيميائي من وجهة الهندسة الكيميائية. يقوم المهندسون الكيميائيون بتصميم هذه المفاعلات لزيادة فاعلية القيمة الحالية لتفاعل معين.يتأكد المصممون من أن التفاعل يأخذ مجراه بأعلى كفاءة ممكنة للحصول على الخرج المرغوب، معطين بذلك أعلى ثمرة ممكنة من المنتج بأقل تكاليف من شراء وتشغيل.

## أنواعه
- مفاعل دفعات (مفاعل الوجبات، أو مفاعل متقطع[1])
- مفاعل دفعات متتابعة
- مفاعل أنبوبي [الإنجليزية][2]
- مفاعل مخلوط مستمر[1] (مفاعل الخزان المستمر التدفق المقلب[2])
- مفاعل فرشة ثابتة
- مفاعل فرشة مميعة
- مفاعل التدفق الكتلي [الإنجليزية] [1]